# Krzysztof Stefan Sapieha
Krzysztof Stefan Sapieha (ur. 1590, zm. 9 kwietnia 1627 w Dubrowlanach) – pisarz wielki litewski, starosta lidzki, mścisławski i wilkijski.
Był synem Hrehorego, bratankiem Lwa, bratem Aleksandra Dadźboga. Ochrzczony jako kalwinista, po śmierci ojca dostał się na wychowanie stryja Lwa, który wysłał swoich bratanków do kolegiów jezuickich, co doprowadziło do ich rychłej konwersji na katolicyzm.
Ożenił się z Anną z Hołowczyńskich Sapiehą. Był ojcem Mikołaja Krzysztofa.
Wraz z bratem stryjecznym Janem Stanisławem uczył się w latach 1603–1605 w Kolegium Jezuitów w Braniewie. Dalszą naukę kontynuowali za granicą w Würzburgu, Frankfurcie nad Menem i Paryżu. Do kraju powrócił w 1608.
Brał udział w wyprawie smoleńskiej 1609–1611. W 1613 posłował na sejm. W 1614 otrzymał starostwo lidzkie. W 1616 posłował na sejm. W 1617 roku był marszałkiem Trybunału Głównego Wielkiego Księstwa Litewskiego. W 1621 roku otrzymał starostwo mścisławskie oraz pisarstwo litewskie.
Poseł województwa mścisławskiego na sejm warszawski 1626 roku.